# Glogovec Zagorski
Glogovec Zagorski – wieś w Chorwacji, w żupanii krapińsko-zagorskiej, w gminie Tuhelj. W 2011 roku liczyła 86 mieszkańców.